# Christine Björnsdotter
Christine Björnsdotter de Danemark (en suédois : Kristina Björnsdotter) morte 1170, fut reine de Suède, en tant qu'épouse du roi Éric IX de Suède (saint Éric).

## Biographie

### Origine
Selon la Knýtlinga saga, Christina est la fille de Björn Jernsida de Danemark, fils du prince Harald Kesja, et de la princesse suédoise Catherine Ingesdotter, fille du roi Inge Ier de Suède. On estime qu'elle naît vers 1120, d'après la date de naissance approximative de son futur époux Eric (vers 1120-1125). Elle devient orpheline de père en 1134, quand Björn est tué sur ordre de son oncle le roi Éric II de Danemark. Son seul parent survivant, le frère de Björn Oluf Haraldsen, recherche l'aide de la Suède et réussit à s'établir comme roi en Skåne en 1140-1143.
Vers la même époque Christina épouse un noble suédois d'origine non royale, Eric Jedvardsson, plus tard connu comme Éric le Saint. Il est probablement originaire de la province de Västergötland frontalière à cette époque du royaume de Danemark. Leur fils Knut se marie vers 1160, le mariage de Christina et d'Eric intervient probablement au début de la décennie 1140. 
L'union d'Éric lui apporte de droits au trône de Suède; la maison de Stenkil, à laquelle Christina appartient par sa lignée maternelle s'est éteinte au cours de la décennie 1120 et le nouveau roi Sverker n'est pas d'ascendance royale. Selon la tradition postérieure, Éric prend le titre royal en 1150. Six ans après, il devient roi après la meurtre de  Sverker, et Christina devient alors reine de Suède. Son règne est bref car il ne s'étend que sur quatre ans de 1156 à 1160.

### Reine
La reine Christina devient célèbre par son conflit avec l'abbaye de Varnhem, dans le Västergötland. Elle engage un conflit avec les moines sur la possession des domaines sur lesquels le couvent a été fondé qu'elle considère comme devant revenir dans son patrimoine héréditaire après sa parent dame Sigrid. Elle est réputée pour avoir persécuter les moines : une chronique l'accuse d’avoir envoyé des femmes à l’intérieur du couvent danser nues devant les moines pour les circonvenir ! 
Elle oblige ainsi les moines à quitter la région et à se réfugier au Danemark, où ils fondent l'abbaye de Vitskøl en 1158, le conflit est porté à la connaissance du pape qui l'excommunie. Après cela, Christina et Éric retrouvent alors de bonnes dispositions envers la communauté monastique de Varnhem, qui est autorisée à revenir et à réorganiser sa vie religieuse.

### Derniers jours
Après ces événements qui interviennent vers 1158, il n'y a plus de références explicites à la reine Christina. Si elle est encore en vie, elle devient veuve après le meurtre du roi dans la cathédrale d'Uppsala en 1160. Son fils et ses partisans s'enfuient avec elle et la couronne royale en leur possession. Peut-être passe-t-elle les années suivantes au Danemark où règne son parent Valdemar le Grand.
En 1167, son fils devient le roi Knut Ier. Il promeut le culte de saint Eric. Selon des témoignages, la reine douairière Christina meurt au début du règne de Knut Ier vers 1170, mais ni la date de sa naissance ni celle de son décès ne sont connues.

## Postérité
Elle est la mère de Knut Ier de Suède et de Margaret († 1209), épouse du roi Sverre de Norvège.